# ラスベガスをぶっつぶせ
『ラスベガスをぶっつぶせ』（原題: 21）は、2008年公開のアメリカ映画。原題の「21」はブラックジャックの別名。ラスベガスで実際に起きた、ブラックジャックのカードカウンティング事件を題材としたベン・メズリックの小説『ラス・ヴェガスをブッつぶせ!』（Bringing Down the House, 2003年）の映画化。MITブラックジャックチームが描かれており、このチームはマサチューセッツ工科大学などの学生や卒業生で構成され、ブラックジャックのカードカウンティングをするチームである。モデルとなったジェフ・マーも、ブラックジャックのディーラーの役でカメオ出演している。
アメリカでは2008年3月28日に公開され、2週連続で興行収入1位を獲得。日本では同年5月31日に公開された。

## あらすじ
「チキン・ディナー」（バカ勝ち）とはビニオンズ（Binion's）の中国人ディーラーが言い始めた言葉で、「あの夜　僕はそれを14回も聞いた」という。「カウント」は違法ではないが、特別な才能が必要だという。彼は64万ドルも稼いだという。
21歳のベンはMITの数学科からハーバード大医学科へ進学したが、授業料と生活費で30万ドルかかるので奨学金を必要としていた。しかし調査官から「何か感嘆するような才能がなければ」と言われてしまう。MITに戻り、最新の非線形方程式テストで高スコアを出したことから、ローザ教授にブラックジャックの会に誘われる。ブラックジャックはギャンブルの中でディーラーよりもプレーヤーのほうが有利である数少ないゲームであることが数学の確率論によって証明されているというのだ。これを前提にMITの数学の学生がラスベガスのカジノに乗り込み、ブラックジャックで一山当てようと企む。最初、ベンは断ったのだが、仲間に入り、順調な滑り出しを見せる。
母親には奨学金がもらえたとウソをつき、平凡な学生とギャンブルの二重生活が始まる。カジノを管理するコールたちはベンに目をつけ始め、仲間のサインを見抜く。仲間割れ、友人たちとの不和、恋人ジルとの間に生じた心のズレなど、暗雲漂う中、ラスベガスに向かい、ついに追いつめられる…。

## キャスト
| 役名                                      | 俳優                         | 日本語吹替     |
| ----------------------------------------- | ---------------------------- | -------------- |
| ベン・キャンベル （モデルはジェフ・マー） | ジム・スタージェス           | 川田紳司       |
| ジル・テイラー                            | ケイト・ボスワース           | 松谷彼哉       |
| コール・ウィリアムス                      | ローレンス・フィッシュバーン | 大塚明夫       |
| ミッキー・ローザ教授                      | ケヴィン・スペイシー         | 田中秀幸       |
| チョイ                                    | アーロン・ヨー               | 成瀬誠         |
| キアナ                                    | ライザ・ラピラ               | 鍋井まき子     |
| ジミー・フィッシャー                      | ジェイコブ・ピッツ           | 坂詰貴之       |
| マイルズ・コノリー                        | ジョシュ・ギャッド           | こぶしのぶゆき |

- その他の日本語吹き替え：上田燿司／世古陽丸／片貝薫／田坂浩樹／芦澤孝臣／牛越恵美／タルタエリ／石上裕一／中司優花／千々和竜策

## スタッフ
- 監督：ロバート・ルケティック
- 製作：デイナ・ブルネッティ、ケヴィン・スペイシー、マイケル・デ・ルカ
- 製作総指揮：ウィリアム・S・ビーズレイ、ブレット・ラトナー、ライアン・カヴァノー
- 脚本：ピーター・スタインフェルド、アラン・ローブ
- 撮影：ラッセル・カーペンター
- プロダクションデザイン：ミッシー・スチュワート
- 衣装デザイン：ルカ・モスカ
- 編集：エリオット・グレアム
- 音楽：デヴィッド・サーディ

## 実話との相違点
- 劇中ではジム・スタージェスを含む4人編成だが、主役のモデルはジェフ・マーというアジア系の元MIT生である。
- 実際のMITブラックジャック・チームに属していた学生のほとんどはアジア系であったが、映画化に際しては主演などを白人俳優たちが務めたため、アジア系コミュニティから不満の声があがった[2]。
- 映画では監視カメラの映像を見て人物を特定するまでにさほど多くの時間を要していないように見えるが、実際は監視専門の調査会社が、5年も掛かっている。また発覚後は、映画のように暴力を振るわれることはなく、ペナルティは出入り禁止のみである[3]。
- またこの事件が発覚して以来、ラスベガスのカジノでは毎年MITの新入生の写真を入手するようになる。